# Sampantaea amentiflora
Sampantaea amentiflora är en törelväxtart som först beskrevs av Airy Shaw, och fick sitt nu gällande namn av Airy Shaw. Sampantaea amentiflora ingår i släktet Sampantaea och familjen törelväxter. Inga underarter finns listade i Catalogue of Life.